# Mikey Way
Michael James Way Lee, més conegut com a Mikey Way, és el baixista del grup My Chemical Romance, i germà petit del vocalista del mateix grup, Gerard Way. Va néixer el 10 de setembre de 1980 a Nova Jersey.

## Biografia
Va néixer i va créixer a Newark, Nova Jersey. En Mikey i en Gerard són cosins segons del comediant Joe Rogan, i descendents d'escocesos i italians. Ell és el responsable del nom del grup, el nom del qual va sorgir del llibre Ecstacy: three tales of chemical romance, escrit per Irvine Welsh; llibre que va trobar en una llibreria on treballava.
En Mikey va aprendre a tocar el baix per a poder estar a la banda del seu germà. Toca amb un "A Highway 1 Precision Bass", i amb un "Fender Standard Precision Bass". És miop i addicte a la cafeïna. Fa un temps es va fer una operació làser per curar-se la miopia, i també va fer un canvi radical de look, bastant brusc, que va consistir a canviar-se el color del cabell i tallar-se'l, i posar-se ombra als ulls. Es va casar amb la baixista i tècnica Alicia Simmons el 8 de març del 2007.

### Salut Mental
Durant la gravació del seu últim disc "The Black Parade", en Mikey tenia problemes personals per resoldre que el van fer deixar temporalment la banda, causant gairebé la desintegració d'aquesta. Ell va dir en una entrevista per a Alternative Press, en l'edició de desembre del 2006, que pensava ja no es divertia més: "Estava en l'etapa en què mirava cap enfora i veia que jo no gaudia com tots." En Mikey va sortir de la banda per "desconnectar-se". Després de diverses setmanes de psicoteràpia li van diagnosticar un trastorn bipolar. Després va tornar a la gravació.